# مدار پایینی زمین

مدارهای گوناگون پیرامون زمین بر پایه مقیاس اصلی. مدار به رنگ آبی دریایی، مدار نزدیک زمین است.

مقایسه موقعیت‌های مداری مختلف

مدار پایینی زمین (Low Earth Orbit) که به اختصار لئو (LEO) نیز نامیده می‌شود؛ مداری است که مرکز آن زمین است که معمولاً دوره گردشی(دوره گردشی) آن به دور زمین کمتر از ۱۲۸ دقیقه است (حدود ۱۱٫۲۵ چرخش در هر روز) و مرکز گریزی)شکل آن خیلی نزدیک به دایره یعنی ۰٫۲۵ است(۰ یعنی دایره کامل و ۱ یعنی بیضوی).
بیشترین اجسام مصنوعی که در فضای بیرونی هستند در LEO قرار می‌گیرند که ارتفاع آنها از سطح آب‌ها (ارتفاع جغرافیایی) هرگز بیشتر از یک سوم شعاع زمین (۶۳۷۸ کیلومتر) نیست. اجرامی که در این مدار قرار می‌گردند، (آن را مانند یک باند در نظر بگیرید که از حدود ۱۶۰ کیلومتری از سطح آب‌ها حساب می‌شود تا ۲۰۰۰ کیلومتری) در هر منطقه از آن که باشند به دقت تحت نظر هستند چرا که امکان برخورد با سایر ماهواره‌ها وجود دارد.
تا به امروز تمامی انسان‌هایی که به ایستگاه‌های فضایی رفته‌اند به این مدار سفر کرده‌اند. از۱۹۶۸ تا ۱۹۷۲ ماموریت‌های برنامه فضایی آپولو انسان‌ها را به ورای LEO فرستادند و از پایان این برنامه هیچ انسانی به ورای LEO فرستاده نشد.
بیشترین ارتفاع ماهواره‌های مدار پایینی زمین از سطح زمین بین ۱۶۰ تا ۲۰۰۰ کیلومتر (۱۰۰–۱۲۴۰ مایل) از سطح زمین است. مسیر حرکت این ماهواره‌ها از غرب به شرق و هم‌جهت با دَوَران زمین به دور خودش است. زمان یک دور چرخش به دور زمین در این مدارها، حدود ۹۰ دقیقه است.
به دلیل نزدیکی فاصلهٔ این نوع ماهواره‌ها از سطح زمین، سرعت حرکت این ماهواره‌ها خیلی بیشتر از سرعت دوران زمین بدور خودش است؛ سرعت این گونه ماهواره‌ها باید به حدی باشد تا به زمین سقوط نکنند. گاهی سرعت آنها به ۲۷٬۰۰۰ کیلومتر بر ساعت نیز می‌رسد. برخی از ماهواره‌های هواشناسی، ماهواره‌های سنجش از دور و ماهواره‌های جاسوسی از این نوع‌اند.
همچنین برخی از ماهواره های اینترنتی مانند استارلینک روی این مدار قرار گرفته اند.

## ویژگی‌های مدار نزدیک زمین
منابع مختلف از مدار نزدیک زمین به ارتفاع جغرافیایی نام برده‌اند. ارتفاع جغرافیایی یک شی در یک مدار بیضوی)(به مدار کپلر نیز معروف هستند که مرکز گریزی کمتر از ۱ را دارند) در طول یک مدار می‌تواند بسیار متفاوت باشد. حتی در یک مدار کروی (circular orbits) ارتفاع جغرافیایی می‌تواند در نقاط مختلف سطح زمین تا ۳۰ کیلومتر متفاوت باشد (مخصوصا در مورد مدار قطبی (فضا) این مسئله مشهود است) که این مربوط به بحث ریاضی ضریب فشردگی مدل کروی زمین (earth’s spheroid figure) و مشخصات زمین شناختی منطقه‌ای (عارضه‌نگاری) می‌باشد (این مدل بیان می‌دارد که زمین کاملاً گرد نیست و طبق ریاضی ضریب فشردگی که وجود دارد در میانه برآمدگی دارد و بیشتر شبیه یک پیاز تا یک پرتقال).
منطقه LEO بر طبق منابع مختلف به منطقه‌ای از مدارهای LEO گفته می‌شود. برخی از مدارهای بسیار بیضوی که قسمتی از آنها از LEO عبور می‌کند و تا پایین‌ترین جای این منطقه می‌رسند (اوج و حضیض) جزو این منطقه حساب نمی‌شوند چرا که بالاترین جای آنها از محدودهٔ ۲۰۰۰ کیلومتری فراتر می‌رود (Apogee). اجرام زیر مداری ممکن است داخل این منطقه شوند ولی جزو این منطقه حساب نمی‌آیند چرا که مجدد داخل اتمسفر می‌شوند. مشخص بودن مدارهای نزدیک زمین در منطقه نزدیک زمین از این جهت مهم است که ممکن است باعث برخورد با سایر ماهواره‌ها یا خرده ریزها (حاصل از سایر اجرام قرار گرفته در این مدار) شوند.
میانگین سرعت مداری برای برقراری پایدار در مدار نزدیک زمین ۷٫۶ کیلومتر بر ثانیه است که این میانگین با افزایش فاصله کاهش می‌یابد طوری که در فاصله ۲۰۰ کیلومتری از زمین به ۷٫۷۹ کیلومتر بر ثانیه می‌رسد و در فاصله ۱۵۰۰ کیلومتری به ۷٫۱۲ کیلومتر بر ثانیه می‌رسد. البته برای فرستادن و قرار دادن چیزی در این مدار به منظور ثابت بودن در آن از زمین باید مقاومت اتمسفر و جاذبه را نیز در نظر گرفت که باید به این مقدار سرعت ۱٫۳ تا ۱٫۸ کیلومتر بر ثانیه را افزود.
https://upload.wikimedia.org/wikipedia/commons/thumb/8/82/Orbitalaltitudes.jpg/1050px-Orbitalaltitudes.jpg
نیروی جاذبه در منطقه LEO کمی از سطح زمین کمتر است این به این دلیل است که فاصلهٔ منطقهٔ LEO از سطح زمین از شعاع زمین کمتر است. (نباید انتظار بیشتری داشت) با این حال یک جسم در این منطقه طبق تعریف در سقوط آزاد است و چونکه نیرویی آنها را به بالا نگه نمی‌دارد تجربه بی‌وزنی رخ می‌دهد. (این چیزی است که فضانوردان برای آن تمرین می‌کنند و نمونه ساده‌تر آن را در شهر بازی‌ها و چرخ و فلک‌ها می‌توان تا حدود درک کرد)
اجرامی که در LEO قرار دارند تحت تأثیر کشش گازهای لایه ترموسفر (حدود ۸۰ تا ۶۰۰ کیلومتری از سطح زمین) هستند. این کشش حتی توسط گازهای اگزوسفر (حدود ۶۰۰ کیلومتری و به بالا از سطح زمین) اعمال می‌شود. مدارهای ماهواره‌هایی که کمتر از ۳۰۰ کیلومتر ارتفاع دارند به سرعت توسط کشش اتمسفریک مزمحل (پوسیده) می‌شوند. اجرامی که در منطقه LEO می‌گردند بین منطقه متراکمتر اتمسفر و زیر لایه منطقه موسوم به کمربند تشعشی ون آلن قرارمی گردند. (کمربند وان آلن)
از این جهت که برای پرتاپ اجرام، سوختی به نام delta-v صرف می‌شود مدارهای استوایی منطقه LEO که به ELEO معروف هستند و نسبت به استوای زمین انحراف کمی دارند (نزدیک به آن هستند) سوخت کمتری نسبت به سایر مدارها مصرف می‌کنند البته مشروط به اینکه در جهت چرخش زمین این پرتابها انجام شوند و از این جهت بیشترین استقبال را برای پرتاپ ماهواره‌ها دارا هستند. مدارهایی که نسبت به خط استوا انحراف بالایی داشته باشند معمولاً به نام مدارهای قطبی یا مدارهای منطبق با خورشید نام برده می‌شوند (polar orbits or مدار خورشیدآهنگ).
مدارهای بالاتر به نام مدارهای میانه‌ای MEO نامیده می‌شوند که گاهی وقت‌ها به مدار دایره‌ای متوسطه ICO نیز گفته می‌شود و مدارهای بعد از آن به مدار زمین ایستگاهی geostationary orbit یا GEO گفته می‌شود. مدارهای بالاتر از مدار نزدیک زمین به دلیل شدت تشعشات و تجمع بار الکتریکی می‌توانند منجر به خرابی‌های زود هنگام قطعات الکترونیکی شوند.
در سال ۲۰۱۷ برای استفاده از مدارهای نزدیک زمین قواعدی در نظر گرفته شد که یکی از این قوانین توضیح غیر اقتصادی بودن مدارهای موسوم به VELO بود. به این معنی که استفاده از مدارهایی که در فاصله کمتر از ۴۵۰ کیلومتری هستند (VELO) اقتصادی نیست چونکه اجرام در این مدارها نسبتاً زود از جای خود خارج می‌شوند و برای قرارگیری در مدار خود (orbit raising) نیازمند فن آوریهای به روز هستند.

## مزایای استفاده از LEO
ماهواره‌ها برای قرارگیری در مدار نزدیک زمین به کمترین میزان انرژی در مقایسه با سایر مدارها نیازمند هستند. که از دیگر مزایای آن تأمین پهنای باند اطلاعاتی بالا و تأخیر کم ارتباطی است. ماهواره‌ها و ایستگاه‌های فضایی که در این منطقه قرار دارند بیشتر در دسترس فضانوردان هستند و بیشتر خدمات نگهداری دریافت می‌کنند.
به دلایلی که ذکر شد LEO مورد استفاده خدمات ارتباطی بسیار است مانند سیستم تلفنی ایریدیوم Iridium phone system. برخی از ماهواره‌های ارتباطی از مدارهای ایستگاه جغرافیایی مدار زمین‌مرکزی(GEO) استفاده می‌کنند که با سرعتی برابر سرعت زمین حرکت می‌کنند و همیشه روی یک منطقه قرار دارند.

## معایب استفاده از LEO
بر خلاف ماهواره‌هایی که در منطقه GEO قرار دارند، ماهواره‌های منطقه LEO منطقه پوششی کمی دارند و بنابراین در هر لحظه فقط قادر به ارتباط و مخابره با منطقه محدودی از زمین هستند. این به معنی است که برای پوشش همیشگی هر نوع از خدمات توسط ماهواره‌ها نیاز به شبکه ای از آنها است. ماهواره‌هایی که در زیر منطقه LEO قرار دارند به دلیل خارج شدن نسبتاً سریع از مدار نیازمند این هستند که دوباره در مدار قرار گیرند یا با ماهواره جدیدی جایگیزین شوند.

## مثال‌ها
- ایستگاه فضایی بین‌المللی در منطقه ۴۰۰ تا ۴۲۰ کیلومتری از سطح زمین قرار دارد و سالی چند مرتبه نیاز به قرارگیری مجدد در مدار دارد.
- ماهواره‌های مخابراتی ایریدیوم بالاتر از ۷۲۰ کیلومتری قرار دارند.
- ماهواره دیدبانی زمین که به ماهواره‌های حسگر از فاصله دور هم معروف هستند که شامل ماهواره‌های جاسوسی و ماهواره‌های عکاسی از این مدار استفاده می‌کنند البته تا زمانی که بتوانند سطح زمین را ببینند.
- برخی از ماهواره‌ها که بخواهند از انرژی همیشگی خورشید استفاده کنند می‌توانند در مدارهای منطبق بر خورشید LEO یعنی در ارتفاع ۸۰۰ کیلومتری و نزدیک به انحراف قطبی قرار بگیرند. نمونمه این نوع ماهواره‌ها انویست می‌باشد.
- تلسکوپ فضایی هابل در ارتفاع ۵۴۰ کیلومتری قرار دارد.
- ایستگاه فضایی تیانگونگ که در آوریل ۲۰۲۱ پرتاپ شد در فاصله ۳۴۰ تا ۴۵۰ کیلومتری از سطح زمین قرار دارد.

## نخاله‌های فضایی
محیط LEO توسط نخاله‌های فضایی space debris در حال شلوغ شدن است و این به خاطر چیزهایی است که به آن فرستاده می‌شود. به همین خاطر در طی سالیان اخیر باعث نگرانیهایی شده‌است. سرعتی که این چیزهایی ریز در مدار دارند می‌تواند خطرناک و مرگبار باشند. برخورد این نخاله‌های به یکدیگر می‌تواند تولید نخاله‌های بیشتر کند که به اثر دومینو (واکنش زنجیره ای) یا سندروم کسلر معروف است.
مرکز عملیات ترکیبی فضایی combined space opration center آمریکا میزان نخاله‌های فضایی بیش از ۱۰ سانتیمتر را ۸۵۰۰ اعلام کرد. بر طبق یافته‌های رصد خانه ارسیبو رصدخانه آرسیبو بیش از ۱ میلیون شی خطرناکی که بیش از ۲ میلیمتر قطر دارند در LEO قرار دارد که دیدنشان را از سطح زمین غیرممکن می‌کند (اشاره به کوچک بودن برای دیده شدن)